# Россия сегодня
Федеральное государственное унитарное предприятие «Международное информационное агентство „Россия сегодня“» (ФГУП МИА «Россия сегодня») — российская медиагруппа. Создана 9 декабря 2013 года указом президента России Владимира Путина на базе ликвидированного тем же указом информационного агентства «РИА Новости». Генеральным директором медиагруппы был назначен Дмитрий Киселёв. 31 декабря 2013 года он назначил главным редактором Маргариту Симоньян.
Из-за российско-украинской войны находится под санкциями стран Евросоюза, Великобритании, Украины и Канады за участие в распространении российской дезинформации и пропаганды.

## Создание агентства
9 декабря 2013 года Президент России Владимир Путин подписал указ о ликвидации информационного агентства «РИА Новости» и создании на его базе международного информационного агентства «Россия сегодня». Тем же указом была ликвидирована радиостанция «Голос России», на месте которой в октябре 2014 года было создано агентство Sputnik.
По словам руководителя администрации президента России Сергея Иванова, создание нового агентства объясняется более рациональным использованием бюджетных средств. По словам генерального директора «России сегодня» Дмитрия Киселёва, агентство создано с целью «восстановления справедливого отношения к России как важной страны мира с добрыми намерениями». По словам главного редактора «России сегодня» Маргариты Симоньян, агентство планируется сделать «более международным, чем было „РИА Новости“».

## О Медиагруппе

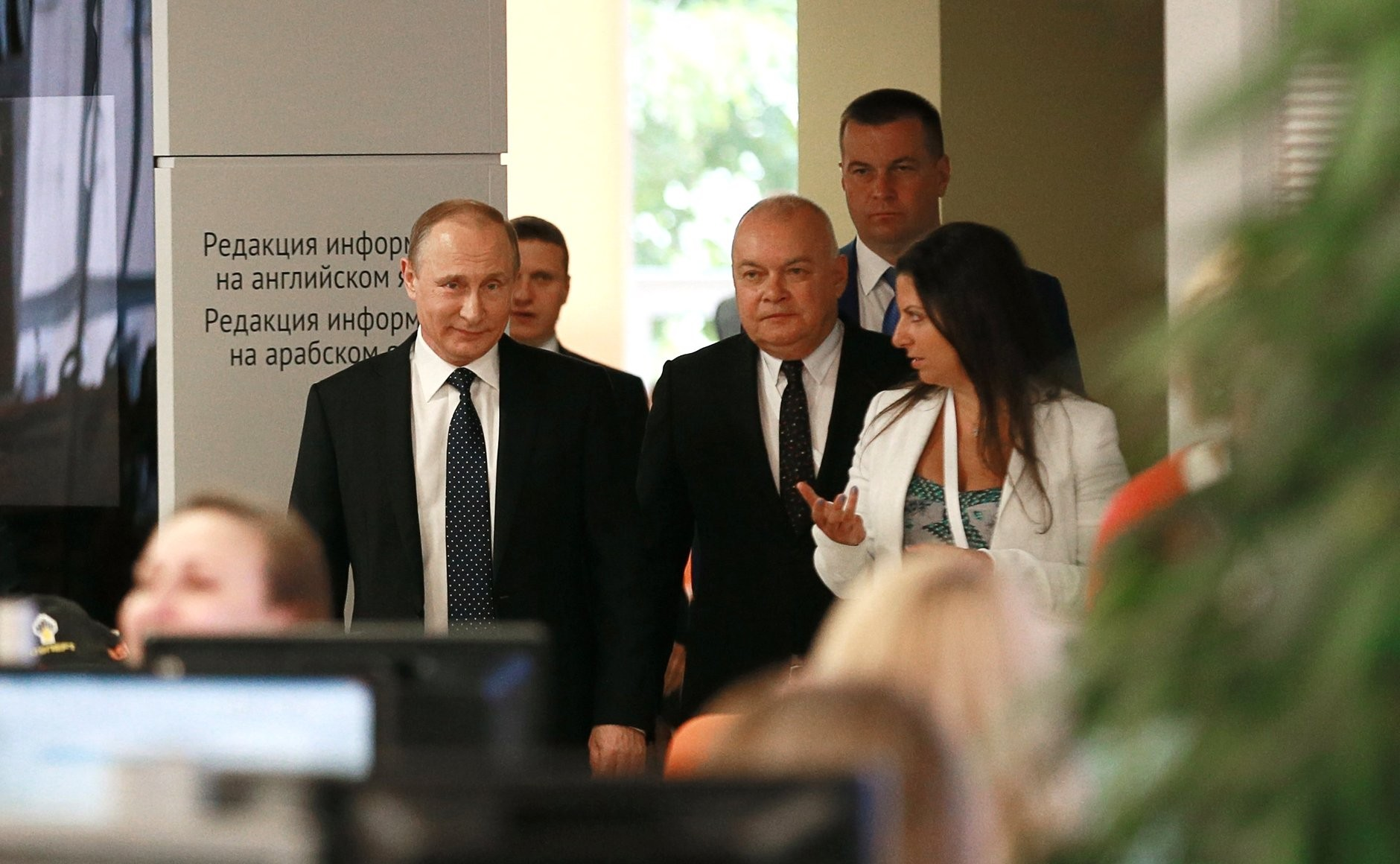
Президент России Владимир Путин
с Дмитрием Киселёвым и Маргаритой Симоньян.
МИА «Россия сегодня», 7 июня 2016 года

МИА «Россия сегодня» объединяет радиовещание, новостные ленты на русском, английском, испанском, арабском, китайском и фарси, информационные порталы на десятках языках, мультимедийные международные пресс-центры, производство и распространение фотоконтента и инфографики, информационные продукты в социальных сетях и производство контента для мобильных приложений.
В России медиагруппа «Россия сегодня» развивает информационные ресурсы на русском языке: информационное агентство РИА Новости, агентство экономической информации Прайм, агентство спортивной информации Р-Спорт, информационное агентство РИА Недвижимость, рейтинговое агентство РИА Рейтинг, портал переводных материалов зарубежных СМИ ИноСМИ.ру.
За рубежом медиагруппа представлена международным новостным агентством и радио с мультимедийными информационными центрами Sputnik.
В сентябре 2018 года на Восточном экономическом форуме во Владивостоке было заключено партнёрство с Медиакорпорацией Китая. В дальнейшем был создан совместный проект «Россия — Китай: главное», к которому присоединилась «Российская газета».

## Спецпроекты медиагруппы

### Международный конкурс фотожурналистики имени Андрея Стенина
Ежегодный международный конкурс для молодых фоторепортеров. Учрежден в конце 2014 года медиагруппой «Россия сегодня» под эгидой Комиссии РФ по делам ЮНЕСКО. Конкурс является международной площадкой, которая открывает новые имена в фотожурналистике, развивает её высокие стандарты, формирует критерии качества документальной фотографии.
В 2017 году конкурс собрал фотографов из 76 стран, заручившись поддержкой Международного Комитета Красного Креста, общеарабского информационного холдинга Al Mayadeen TV, Шанхайской объединённой медиа группы. В 2022 году конкурс собрал более 3000 работ фотографов из 54 стран.
Выставки лауреатов конкурса в разные годы проходили в Испании, Венгрии, Китае, Турции, ДР Конго, ЮАР, Аргентине. С 2018 года выставки работ Андрея Стенина прошла в штаб-квартире ООН в Нью-Йорке и были приурочена к Международному дню прекращения безнаказанности за преступления против журналистов. В начале 2020 года выставка работ конкурса имени Стенина открылась в штаб-квартире Совета Европы в Страсбурге.
Конкурс носит имя специального фотокорреспондента «России сегодня» Андрея Стенина, погибшего на юго-востоке Украины в августе 2014 года. В память об Андрее медиагруппа «Россия сегодня» учредила ежегодный конкурс его имени.

### «Пожалуйста, дышите!»
Онлайн-акция в поддержку российских медиков и волонтеров во время пандемии COVID-19. Акция «Пожалуйста, дышите!» — знак благодарности и желание сохранить память о тех, кто ежедневно рискует своей жизнью ради спасения жизни других.
На портале акции собраны фотографии и истории врачей, медицинских работников, сотрудников и волонтеров больниц и госпиталей, бригад «Скорой помощи».
Акция организована при поддержке Минздрава РФ, Департамента здравоохранения Москвы, ВОД «Волонтёры-медики», Ассоциации волонтёрских центров, а также АНО «Национальные приоритеты».

### Фестиваль Koktebel Jazz Party
Джазовый фестиваль в Коктебеле возник в 2003 году как частная инициатива генерального директора медиагруппы «Россия сегодня» Дмитрия Киселева и его друзей. В разные годы международный джазовый фестиваль Koktebel Jazz Party проходил с участием коллективов из разных регионов России, а также джаз-бэндов из Бразилии, США, Израиля, Великобритании, Индии, Армении, Германии, Бельгии и Нидерландов.

### SputnikPro
Международный просветительский проект для журналистов, пресс-секретарей, блогеров и студентов старших курсов профильных вузов, инициированная международным агентством и радио Sputnik. На сессиях обсуждают различные аспекты журналистской профессии, включая производство мультимедийного контента, работу в социальных сетях, привлечение трафика на новостные ресурсы и многое другое.
В 2020 году Просветительский проект стал обладателем международной премии в области связей с общественностью IPRA Golden World Awards for Excellence in PR наряду с Всемирным фондом дикой природы (WWF), Viber, Coca-Cola, Pan American Energy, Samsung Electronics Russia, Istanbul Metropolitan Municipality.

### Нюрнберг. Начало мира
Культурно-просветительский проект, посвященный главному судебному процессу в истории человечества — Нюрнбергскому трибуналу. Задача проекта — показать историческую реальность эмоционально достоверно, фактически точно и научно-доказательно. В основе проекта — свидетельства от первого лица и документы. В проекте используются современные технологии и актуальный медиа-язык: выставки, VR-реконструкции, подкасты, перформансы, конференции.
В 2021 году одноимённая выставка прошла Центральном музее Вооружённых Сил Российской Федерации. Событие было организовано Министерством обороны России совместно с медиагруппой «Россия сегодня».
Вместе с медиагруппой «Россия сегодня» помощь в создании образовательного проекта оказывали: Российская государственная библиотека, Музей современной истории России, Музей Победы, МХАТа им. М. Горького, Государственный архив Российской Федерации, Российский государственный архив социально-политической истории, Центральный архив ФСБ России.
Проект существует на четырёх языках Нюрнбергского процесса — русском, английском, французском и немецком.

## Финансирование
На МИА «Россия сегодня» в 2015 году из государственного бюджета было выделено 6,48 млрд рублей. По закону о бюджете, на финансирование МИА «Россия сегодня» в 2022 году должно быть выделено 9,3 миллиарда рублей. В 2024 году на финансирование текущей деятельности МИА «Россия сегодня» будет выделено 10,2 миллиарда рублей, в 2025 году расходы сократятся на 1,3 млрд руб.

## Реакция
Журналисты Павел Гусев и Иван Засурский высказали мнение, что эта[уточнить] реорганизация — возврат к советской модели информационной борьбы. Декан факультета Медиакоммуникаций Высшей школы экономики Анна Качкаева сказала, что это серьёзный сигнал возможного сокращения свободы слова в России, а секретарь Союза журналистов России Павел Гутионтов заявил, что создаётся масштабная пропагандистская машина «под эмоциональным воздействием событий на Майдане».

## Критика
Журналист издания Republic.ru Андрей Перцев отметил, что при обсуждении событий в России костяк заголовков МИА «Новости» составляют аффилированные или лояльные российской власти общественные деятели и политологи, а при оценке зарубежных событий экспертами часто оказывались неспециалисты в обсуждаемом вопросе, конспирологи и придерживающиеся чётких убеждений активисты, из-за чего неспособны выступать в качестве экспертов из-за ретранслирования пропаганды. При этом Перцев считает, что некоторые из комментаторов «России сегодня» в течение времени получают от агентства новый статус: например, бизнесмены или юристы могут быть объявлены политологами.

### Обвинения в цензуре
Журналист того же издания Алексей Пономарев и Русская служба Би-би-си обратили внимание на то, что и 1 декабря 2014 года украинский журналист Александр Чаленко, взявший интервью у бывшего министра обороны самопровозглашённой Донецкой народной республики Игоря Стрелкова, которое пресс-служба Стрелкова и редакция агентства сократила, убрав оттуда подтверждение Игорем Стрелковым собственного звания полковника ФСБ РФ и негативную оценку штурма отрядами ДНР Донецкого аэропорта, в связи с этим пояснил, что текст нужно было сократить более чем в два раза и «редактор не мог никак отобрать нужные вопросы и ответы», а также Чаленко выразил сожаление, что «исчезли очень интересные фрагменты, но, тем не менее, и в отредактированном виде наш разговор получился интересным».
Издание Meduza обратило внимание на то, что 4 сентября 2017 года РИА Новости в течение часа после публикации без объяснения причин удалила статью Дмитрия Косырева «Мусульманские небратья: за кого на деле митинговали активисты в Москве» с подзаголовком «Преступный народ?», опубликованную в рубрике «Мнение». В посвящённом конфликту мусульманского и буддистского населения Мьянмы автор возлагает на первых полную ответственность за столкновения, а также приравнивает вышедших 3 сентября на несогласованный митинг по этому поводу российских мусульман с Исламским государством. Как пишет Meduza, пресс-служба «России сегодня» не ответила изданию «на вопрос, почему статья Косырева была удалена с сайта», вместо этого предложив направить вопросы по почте.

## Санкции
31 марта 2022 года, на фоне вторжения России на Украину, Великобритания ввела санкции против МИА «Россия сегодня» в числе других компаний, «которые представляют российскую пропаганду и государственные медиа, распространяющие ложь и обман о нападении на Украину».
3 февраля 2023 года МИА «Россия сегодня» и входящие в нее агентства включены в санкционный список Канады за участие в распространении российской дезинформации и пропаганды.
25 февраля 2023 года «России сегодня» внесена в санкционный список всех стран Евросоюза:

«Россия сегодня» — медиагруппа, связанная с российским правительством. Она финансируется из федерального бюджета Российской Федерации. Через подчинённое ему СМИ Sputnik оно распространяет проправительственную пропаганду и дезинформацию об агрессивной войне России против Украины, определяя Украину как нацистский режим и распространяя ложную информацию о программах создания биологического оружия в Украине. Кроме того, «Россия сегодня» распространяет информацию о том, что западные страны несут ответственность своими санкциями против России за продовольственный кризис в Африке.— «Официальный журнал Европейского союза», Брюссель, 25 февраля 2023 года
По аналогичным причинам 19 октября 2022 года санкции в отношении МИА «Россия сегодня» ввела Украина, а 2 марта 2023 года — Швейцария.

## Награды
Фотокорреспонденты Агентства — лауреаты престижных международных и российских конкурсов в области фотографии:
- World Press Photo;
- The Best of Photojournalism (BOP);
- Professional Photographer of the Year;
- World Sport Photography Awards
- China International Press Photo Contest (CHIPP);
- Picture of the Year International (POYi);
- Sony World Photography Award (Sony WPA);
- Days Japan International Photo Journalism Award;
- Bourse du Talent;
- Vilnius Photo Circle;
- Istanbul Photo Awards;
- Prix de la Photographie;
- KOLGA TBILISI PHOTO;
- Всероссийский фестиваль-конкурс спортивной журналистики «Энергия побед»
- Ежегодный конкурс фотографии «Прямой взгляд»
- Ежегодный конкурс «Я | В СЕРДЦЕ ИЗОБРАЖЕНИЯ» от компании Nikon

Дизайн-центр медиагруппы «Россия сегодня» — обладатель наград:
- European Design Awards
- Best of Digital News Design
- Malofiej
- Annual Communicator Awards
- Typography Competition D&AD Awards
- HOW International Design Awards
- Information is Beautiful Awards

Проекты медиагруппы становились лауреатами конкурсов:
- Communicator Awards
- Digital Communications Awards
- MarCom Awards
- The Shorty Awards
- IPRA Golden World Awards for Excellence in PR
- Eventiada IPRA Golden World Awards
- "Лучшее корпоративное медиа"
- "Золотое приложение"